# Las Minas, Hidalgo
Las Minas är en ort i Mexiko.   Den ligger i kommunen Chapulhuacán och delstaten Hidalgo, i den sydöstra delen av landet, 200 km norr om huvudstaden Mexico City. Las Minas ligger 299 meter över havet och antalet invånare är 258.
Terrängen runt Las Minas är kuperad åt nordost, men åt sydväst är den bergig. Runt Las Minas är det ganska tätbefolkat, med 56 invånare per kvadratkilometer. Närmaste större samhälle är Tamazunchale, 11,4 km nordost om Las Minas. I omgivningarna runt Las Minas växer huvudsakligen savannskog.